# Árpád von Degen
Árpád von Degen (Pozsony, Slovačka 31. ožujka 1866. – Budimpešta, 30. ožujka 1934.) - mađarski biolog i botaničar čije aktivnosti su ukorijenjene u teorijskoj i znanstvenoj botanici. Jedan je najznačajnih biologa, koji je proučavao biljni svijet Velebita. Otkrio je velebitsku degeniju, koja je nazvana po njemu.
Bio je voditelj kraljevske ispitne stanice za sjemenarstvo u Budimpešti od 1896. godine, profesor botanike na Sveučilištu u Budimpešti od 1927. godine i član Mađarske akademije znanosti, umro je 30. ožujka 1934. godine u Budimpešti.
Dr. Degen putovao je u razne dijelove Europe i Male Azije, kako bi proučavao floru te bio prvi botaničar koji je napravio detaljnu studiju flore Velebita, snimio je oko 2,200 vrsta divljih biljaka. Velebitsku degeniju otkrio je 17. srpnja 1907.
Također je opisao nekoliko novih vrsta iz Albanije između 1895. i 1897. Imao je kontakte s bugarskim carem Ferdinandom i pripremao je projekt za osnivanje prvog herbarija u prirodoslovnom muzeju u Sofiji.